# 杰尔沙格
哲尔沙格，是匈牙利杰尔-莫雄-肖普朗州所辖的一个村。总面积8.20平方公里，总人口1504，人口密度183.4人/平方公里（2011年1月1日）。